# الجامعة الملكية المغربية لرياضة الاشخاص المعاقين
الجامعة الملكية المغربية لرياضة الاشخاص المعاقين هي المؤسسة المكلفة برياضة الاشخاص المعاقين في المغرب. فهي تجمع بين جميع الأندية والجمعيات الممارسة للرياضة والنشاط البدني للأشخاص ذوي الإعاقة في جميع أنحاءالمغرب.
تأسست في عام 1984، في شكل منظمة غير هادفة للربح، ويحكمها الظهير الشريف رقم 1.58.376 من 15/11/1958 المُنظم لحقوق الجمعيات والقانون رقم 06-87 من 19 / 05/1989 الصادر بمقتضى الظهير رقم 1-88-172 في التربية البدنية والرياضة.

## تاريخ
قصة رياضة المعاقين في المغرب جديدة، تعود إلى بداية سنوات الثمانينات عندما استعملت مراكز إعادة التأهيل مهارات الحركية كعلاج لصالح الأطفال الذين يعانون من متلازمة الخشب (تثلث الصبغي) لتحقيق اندماجهم المدرسي والمهني، ثم نوعت هذه المراكز برامجها من خلال دمج أنشطة الحركة، هذه الأنشطة بُرمجت داخل المراكز التابعة لوزارة الشباب والرياضة المغربية، بما في ذلك مركز (بلفيو) الذي كان مهدا لتكوين الأُطر.
تم إنشاء بعض الجمعيات خصوصا في الرباط، الدار البيضاء، ومراكش، وبهذه الطريقة اتضحت فكرة إنشاء اتحاد رياضي للمعاقين، وكان الإنشاء الفعلي في عام 1984.

## روابط خارجية
- صفحة الجامعة على فايسبوك